# Pseudocheirodon arnoldi
Pseudocheirodon arnoldi es una especie de peces de la familia Characidae en el orden de los Characiformes.

## Morfología
Los machos pueden llegar alcanzar los 4,3 cm de longitud total.

## Hábitat
Vive en zonas de clima tropical.

## Distribución geográfica
Se encuentran en Centroamérica: ríos de las vertientes atlántico y pacífico de Panamá.